# Cepki
Cepki este o localitate din comuna Koper, Slovenia, cu o populație de 93 de locuitori.